# Breathin
"Breathin" (estilizada como "breathin") é uma canção da cantora estadunidense Ariana Grande, contida em seu quarto álbum de estúdio Sweetener (2018). Foi composta pela própria em conjunto com Savan Kotecha, Peter Svensson e Ilya, que encarregou-se de sua produção. A sua gravação ocorreu nos estúdios MXM Studios em Los Angeles, Califórnia, e Wolf Cousins Studios em Estocolmo. A faixa foi enviada para rádios mainstream dos Estados Unidos em 18 de setembro de 2018, através da Republic Records, servindo como o terceiro e último single do disco.

## Faixas e formatos
| Download digital e streaming |            |         |  |
| N.º                          | Título     | Duração |  |
| 1.                           | "Breathin" | 3:18    |  |

## Créditos
Todo o processo de elaboração de "Breathin" atribui os seguintes créditos:
Gravação e publicação
- Gravada nos MXM Studios (Los Angeles, Califórnia) e Wolf Cousins Studios (Estocolmo)
- Mixada nos MixStar Studios (Virginia Beach, Virgínia)
- Masterizada nos Sterling Sound (Nova Iorque)
- Publicada pelas empresas Universal Music Group Corp./Grand AriMusic (ASCAP), Wolf Cousins, Warner/Chappell Music Scandinavia (STIM) e MXM (ASCAP) — administrada pela Kobalt (ASCAP)

Produção
| - Ariana Grande: composição, vocalista principal, vocalista de apoio - Ilya: composição, produção, vocalista de apoio, teclados, baixo, baterias, guitarra, programação - Savan Kotecha: composição - Peter Svensson: composição - Max Martin: teclados - Sam Holland: gravação | - Noah Passovoy: gravação - Cory Bice: assistência de gravação - Jeremy Lertola: assistência de gravação - Serban Ghenea: mixagem - John Hanes: assistência de mixagem - Randy Merrill: masterização |

## Desempenho nas tabelas musicais
| Tabela musical (2018)                                  | Melhor posição |
| ------------------------------------------------------ | -------------- |
| Alemanha (Media Control Charts)                        | 35             |
| Austrália (ARIA Charts)                                | 8              |
| Áustria (Ö3 Austria Top 40)                            | 19             |
| Bélgica (Ultratop 50 de Flandres)                      | 21             |
| Bélgica (Ultratip da Valônia)                          | 9              |
| Canadá (Canadian Hot 100)                              | 15             |
| Coreia do Sul (Gaon Music Chart)                       | 99             |
| Dinamarca (Tracklisten)                                | 19             |
| Escócia (The Official Charts Company)                  | 17             |
| Eslováquia (IFPI Slovenská Republika)                  | 7              |
| Espanha (Productores de Música de España)              | 45             |
| Estados Unidos (Billboard Hot 100)                     | 12             |
| Estados Unidos (Pop Songs)                             | 2              |
| Estados Unidos (Adult Pop Songs)                       | 7              |
| Estados Unidos (Hot Dance Club Songs)                  | 1              |
| Estônia (Eesti Singlid Tipp-40)                        | 8              |
| Finlândia (IFPI Finlândia)                             | 14             |
| França (Syndicat National de l'Édition Phonographique) | 32             |
| Grécia (Greece Digital Songs)                          | 1              |
| Hungria (Magyar Hanglemezkiadók Szövetsége)            | 6              |
| Irlanda (Irish Recorded Music Association)             | 5              |
| Itália (Federazione Industria Musicale Italiana)       | 33             |
| Noruega (VG-lista)                                     | 18             |
| Nova Zelândia (NZ Top 40 Singles)                      | 11             |
| Países Baixos (MegaCharts)                             | 23             |
| Portugal (Associação Fonográfica Portuguesa)           | 6              |
| Reino Unido (UK Singles Chart)                         | 8              |
| Chéquia (IFPI Česká Republika)                         | 9              |
| Singapura (Recording Industry Association Singapore)   | 6              |
| Suécia (Sverigetopplistan)                             | 13             |
| Suíça (Schweizer Hitparade)                            | 14             |
| União Europeia (Euro Digital Songs)                    | 11             |

| País (Empresa)        | Certificação |
| --------------------- | ------------ |
| Canadá (Music Canada) | Platina      |
| Reino Unido (BPI)     | Ouro         |

## Histórico de lançamento
| País           | Data                   | Formato           | Gravadora |
| -------------- | ---------------------- | ----------------- | --------- |
| Estados Unidos | 18 de setembro de 2018 | Rádios mainstream | Republic  |
| Estados Unidos | 24 de setembro de 2018 | Rádios hot AC     | Republic  |